# Lecanora flotoviana
Lecanora flotoviana är en lavart som beskrevs av H.Magn. I den svenska databasen Dyntaxa används istället namnet Lecanora semipallida. Lecanora flotoviana ingår i släktet Lecanora, och familjen Lecanoraceae. Arten är reproducerande i Sverige.